# Rocca di Neto
Rocca di Neto é uma comuna italiana da região da Calábria, província de Crotone, com cerca de 5.567 habitantes. Estende-se por uma área de 43 km², tendo uma densidade populacional de 129 hab/km². Faz fronteira com Belvedere di Spinello, Casabona, Crotone, Santa Severina, Scandale, Strongoli.

## Demografia
| Variação demográfica do município entre 1861 e 2011                               |
|                                                                                   |
| Fonte: Istituto Nazionale di Statistica (ISTAT) - Elaboração gráfica da Wikipedia |